# 國重直也
國重 直也（くにしげ なおや、1975年5月16日- ）は香川県出身の演出家、2.5次元舞台演出助手、俳優。
ミュージカルDREAM!inでは作詞も担当。登場人物のトラウマなどを他のキャストなどを登場させ深く苦しい様を絵画的に見せる独自の演出をみせる。その演出から「地獄演出家」と呼ばれる。元イキウメ劇団員。個人ユニット「JOHNNY TIME(ジョニータイム)」では脚本も担当。血液型はA型。プロレス・野球（巨人、日本ハム）・サッカー（ジュビロ磐田）が好き。またゾンビ映画に詳しく、ゾンビトークライブを開催したこともある。

## 出演

### 舞台
- ヘリコプター畑（2003年3月）
- ボッサ！世界担当（2003年10月） - 八雲 役
- 窓際のベリーロール（2004年3月） - 花輪 役
- 思慮深いモンスター（2004年9月）
- 関数ドミノ（2005年3月） - 森飼 役
- 散歩する侵略者（2005年10月） - 長谷部 役
- 短編集Vol.1 図書館的人生（2006年3月）
- プレイヤー（2006年8月） - 二宮 役
- 狂想のユニオン（2007年3月）- 片倉一 役[2]

- シャングリラホテル05（脚色・演出・出演）
- 吊り天井とドライバー
- 散歩道楽withベイビーズ・ゲリラ「パチンコ＆ダンス」 - 渋谷 役

- サードロープは面々 - 作・演出・出演
- テンカウントは面々 - 作・演出・出演
- ベビーフェイスは面々 - 作・演出・出演
- ロマンポルノは面々 - 作・演出・出演
- リングサイドは面々 - 作・演出・出演

- 日雇い労働のすすめ
- 祥絵は眠れなかった
- トラ太郎（仮）
- うなぎのぼり
- 古本SF
- カラヤン
- きゅうり

- 健康家族と火炎ビン
- ヒルサガリ刑務所の夜明け
- シャングリラホテル
- モテたくて冬…
- 男のララバイ60分
- Q愛論

### テレビドラマ
- きらきら研修医

## 演出に関わった作品

### 舞台
2019年
- 王室教師ハイネ THE MUSICAL II（4月） - 演出助手
- ミュージカル 憂国のモリアーティ（5月） - 演出助手

2020年
- RE:CLAIM（4月） - 演出助手
- 文豪とアルケミスト 綴リ人ノ輪唱（カノン）（9月） - 演出助手
- ミュージカル封神演義（10月） - 演出助手
- DREAM!ing（12月） - 演出

2021年
- キセキ（10月） - 演出助手
- Juliet aria『DustBunnySHOW』（11月） - 演出助手

2022年
- 文豪とアルケミスト 捻クレ者ノ独唱（アリア）（2月） - 演出助手
- ブルーピリオド The Stage（3月） - 演出助手
- キノの旅 the Beautiful World（5月） - 演出助手
- DREAM!ing～Rainy Days～（7月） - 演出助手
- NARUTO（9月） - 演出助手

2023年
- キノの旅Ⅱ -the Beautiful World（6月） - 演出助手
- わたしの幸せな結婚（8月） - 演出助手
- ミュージカル 東京リベンジャーズ（12月） - 演出助手

2024年
- DREAM!ing～FUN!:C'est la vie～（3月） - 演出